# TV-sportens Sportspegelpris
TV-sportens Sportspegelpris är ett pris som brukar delas ut i samband med den Svenska Idrottsgalan till någon av de idrottare som medverkat i TV-programmet Sportspegeln.

## Pristagare
- 1999 Tommy Söderberg, fotboll
- 2000 Mattias Claesson, golf
- 2001 Heidi Andersson, armbrytning
- 2002 Thor Guttormsen, fotboll
- 2003 Dialy Mory Diabaté, boxning
- 2004 Kajsa Murmark, hopprep
- 2005 Johnny Holm, friidrott
- 2006 Åsa Sandell, boxning
- 2007 Wolfgang Pichler, skidskytte
- 2008 Jessica Lennartsson och Andreas Berg, boogie woogie
- 2009 Christoffer Lindhe, simning
- 2010 Wolmer Edqvist, ishockey
- 2011 Mats Öhman, rallycross
- 2012 Patrik Sjöberg, friidrott
- 2013 Jeffrey Ige, kulstötning
- 2014 Björn Hellkvist, ishockey
- 2015 Kiruna IF, ishockey
- 2016 Salem Zahda Aldarcazallie och Dan Bergh, fotboll
- 2017 Lena Sundqvist, journalist
- 2018 Börje Andersson-Junkka, fotboll
- 2019 Amanda Zahui, basket
- 2020 Sebastian Samuelsson, skidskytte
- 2021 Matilda Plan, fotboll och bandy[1]
- 2022 Philip Jönsson, paraskytte[2]
- 2023 Jonatan Hellvig, David Åhman, Rasmus Jonsson & Anders Kristiansson, beachvolleyboll[3]
- 2024 Otto Drakenberg, fäktning[4]